# Ivanka Brekalo
Ivanka Brekalo (* 14. März 1981 in Essen) ist eine kroatische Schauspielerin.

## Leben
Brekalo, die Deutsch und Kroatisch als Muttersprachen spricht, absolvierte ihre Schauspielausbildung an der Universität für Musik und Darstellende Kunst in Graz. Danach hatte sie Theaterengagements am Wiener Volkstheater sowie am Grazer Schauspielhaus. 
Im Fernsehen wurde Brekalo in Kurzfilmen sowie in der Sat.1 Talent Class 2005 bekannt. Brekalo spielte danach in der ARD-Telenovela Sturm der Liebe von März 2008 bis August 2009 die Hauptrolle des Zimmermädchens Emma Strobl. Als verheiratete Emma Saalfeld kehrte sie im März 2010 und Mai 2013 in die Serie zurück.
Im Oktober 2014 wurde Brekalo Mutter einer Tochter.
Seit 2010 engagiert Brekalo sich als Botschafterin für die Christoffel-Blindenmission. Sie lebt in Wien.

## Theater
- 2003: Peanuts
- 2004: Argentina die brillante Kammerzofe
- 2005: Freiheit in Krähwinkel
- 2005: 3 von 5 Millionen
- 2006: Weiningers Nacht
- 2006: Rose Bernd
- 2006: Fräulein Braun
- 2006: Yvonne, die Burgunderprinzessin
- 2007: Bezahlt wird nicht!
- 2007: Macbeth
- 2011: Leonce und Lena

## Filmografie
- 2005: Blue Hotel (Kurzfilm)
- 2008–2009/2010/2013: Sturm der Liebe (ARD-Telenovela)
- 2011: Resturlaub
- 2012: SOKO Donau – Schutzlos
- 2012: Tessa Hennig – Elli gibt den Löffel ab
- 2012: Die Schöne und das Biest
- 2017: Bullyparade – Der Film

## Auszeichnungen
- 2010: Vecernjakova Domovnica (Auszeichnung für die besten Kroaten, die im Ausland wohnen, der in Bad Homburg vor der Höhe vergeben wird) in der Kategorie „beste Schauspielerin“ gemeinsam mit Vanessa Radman.[2]